# غايل دوفال
غايل دوفال (بالفرنسية: Gaël Duval)‏ هو عالم حاسوب وشخصية أعمال فرنسي، ولد في 1973 في كاين في فرنسا.